# Da'as Torah
Da'as Torah (o Da'at Torah, Da'as Toyreh) (in ebraico דעת תורה‎?, letteralmente "Conoscenza della Torah"), è un concetto dell'Ebraismo Haredi secondo il quale gli ebrei dovrebbere cercare il parere di studiosi rabbinici non solo in materia di Legge ebraica (Halakhah), ma anche in tutte le cose importanti della vita, sulla base del fatto che la conoscenza della Torah aiuta in tutto nella vita.